# Capitalis rustica
Capitalis rustica en latín, las mayúsculas rústicas, es una forma de caligrafía de la antigua Roma. Como el término tenía una connotación negativa en contraposición con las más elegantes mayúsculas cuadradas romanas Bernhard Bischoff introdujo el término mayúsculas canónigas para denominar a esta forma de escritura.

## Forma

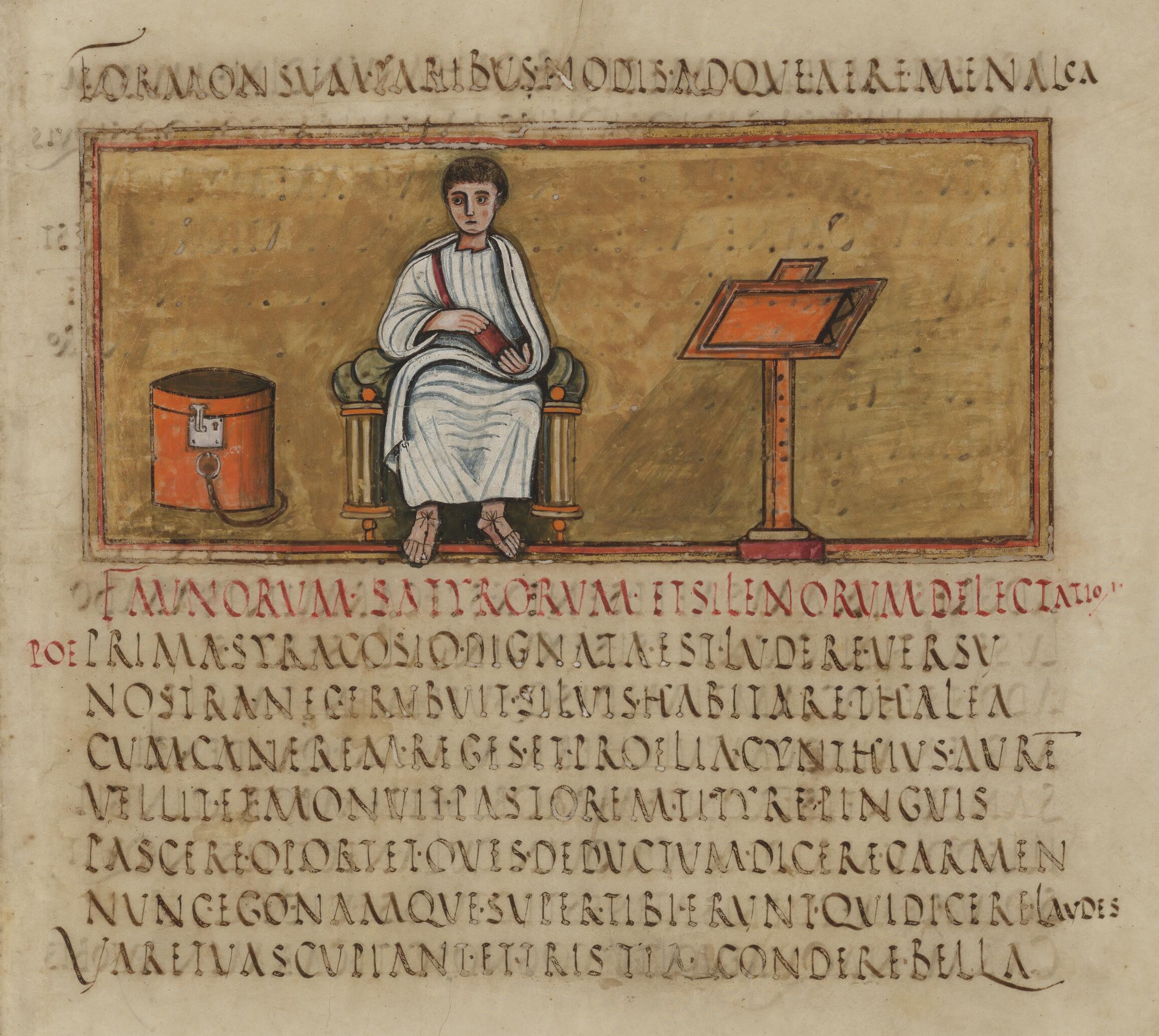
Página de Vergilius Romanus escrito en mayúsculas rústicas y con una representación de Virgilio.

La caligrafía mayúscula rústica tiene una forma similar a la mayúscula lapidaria pero menos rígida y rectilínea, debido a que fue concebida para escribir con pluma y tinta sobre papiro o pergamino en lugar de ser grabada como las mayúsculas cuadradas. Sus letras son más estrechas, más altas que anchas, comprimiéndose más para aprovechar el espacio. En las mayúsculas rústicas hay más líneas curvas y algunas tienen trazos que rebasan inferiormente a línea base, a diferencia de las mayúsculas cuadradas.

## Historia
Esta escritura se usó entre el siglo I y el IX, aunque fue más habitual entre los siglos IV y VI. Tras el siglo V las mayúsculas rústicas empezaron a caer en desuso, pero continuaron utilizándose como letras de portada y en los títulos, mientras que para el texto principal se usaba la caligrafía uncial.
Han sobrevivido unos cincuenta manuscritos escritos íntegramente con mayúsculas rústicas, entre los que se incluyen cuatro copias de las obras de Virgilio como Vergilius Vaticanus y Vergilius Romanus, una copia de una obra de Terencio, y una obra de Prudencio. Esta caligrafía solo se usaban para las copias de lujo de los autores clásicos paganos, las únicos autores cristianos que la usaron fueron Prudencio y Sedulius.